# Sachalinobiini
Sachalinobiini Danilevsky, 2010 — реліктова триба жуків з родини Скрипунових, самостійність якої підтверджена молекулярною філогенією.

## Молекулярна філогенія
У відповідності до молекулярної філогенії на основі мітохондрієвих генів 12S рРНК, 16S рРНК, COI і ядрових генів 18S рРНК, 28S рРНК триба Sachalinobiini входить до надтриби Древньощелепцеві (Archaecarinatitae Zamoroka, 2022) у підродині Тонкохвісткових (Lepturinae). До складу триби входять єдиний рід Sachalinobia Jacobson, 1899 лише з двома видами.